# فرناندو فون رايشنباخ
فرناندو فون رايشنباخ (بالإسبانية: Fernando von Reichenbach)‏ هو مهندس أرجنتيني، ولد في 1931، وتوفي في 17 مارس 2005.